# Teddy Mézague
Teddy Mézague (Marsella, Francia, 27 de mayo de 1990) es un futbolista francés que juega de defensa en el Excelsior Virton de la División Nacional 1 de Bélgica.

## Clubes
| Club                        | País       | Año       |
| --------------------------- | ---------- | --------- |
| Montpellier H. S. C.        | Francia    | 2010-2014 |
| F. C. Martigues (cedido)    | Francia    | 2011-2012 |
| Royal Mouscron-Péruwelz     | Bélgica    | 2014-2016 |
| Leyton Orient F. C.         | Inglaterra | 2016-2017 |
| Royal Mouscron-Péruwelz     | Bélgica    | 2017-2018 |
| F. C. Dinamo Bucarest       | Rumania    | 2018      |
| Hapoel Ra'anana A. F. C.    | Israel     | 2019      |
| P. F. C. Beroe Stara Zagora | Bulgaria   | 2020-2021 |
| Eyüpspor                    | Turquía    | 2021-2022 |
| F. C. Ararat Ereván         | Armenia    | 2023      |
| Excelsior Virton            | Bélgica    | 2023-     |